# William A. Brady
Pour les articles homonymes, voir Brady.
William Aloysius Brady, né le 19 juin 1863 à San Francisco (Californie) et décédé le 6 janvier 1950 à  New York (État de New York), est un acteur, un directeur de théâtre, un metteur en scène de théâtre, un producteur de cinéma américain, mais aussi un manager de boxeurs.

## Biographie
William Aloysius Brady naît en 1863 à San Francisco, ses parents sont Terence A. Brady, un journaliste, et Catherine O'Keefe. En 1866, ses parents divorcent et Terence Brady emmène son fils à New York, où il travaillera pour le New York Herald jusqu'à sa mort en 1878. À l'époque de la mort de son père, William est portier au New York Press Club. Il quitte ce travail bientôt pour se rendre à San Francisco, finançant son voyage en étant vendeur de journaux ambulant dans le train entre Omaha et San Francisco. C'est dans cette ville qu'il aura ses premiers liens avec le théâtre. Il retournera ensuite à New-York où il fera quasiment toute sa carrière.
William A. Brady se marie en 1891 avec Rose Marie Rene, une actrice, qui décède en 1896, et se remarie en 1899 avec Grace George, une autre actrice. De son premier mariage, il a une fille, Alice (décédée en 1939), du second, un fils, William Jr. (décédé en 1935).
William A. Brady se retire de la production théâtrale en 1940 et meurt en 1950 à New York, à 86 ans.

## Carrière
Il commence ses liens avec le théâtre à San Francisco, d'abord comme remplaçant dans la production de Bartley Campbell de la pièce "The White Slave", puis comme régisseur pour la troupe de Joseph R. Grismer. En 1884, avec Lewis Morrison comme associé, Brady forme sa propre compagnie et part en tournée avec une version non autorisée de Faust, suivie par une adaptation, elle aussi non autorisée, du roman de Henry Rider Haggard "Elle" (She), qu'il produit en association avec George Webster.

### 1889-1909
Brady passe les 20 premières années de sa carrière à New York à produire du théâtre, mais aussi des activités parallèles, toujours avec comme motivations principales à la fois l'argent et le spectacle.
Ses projets à Coney Island sont un bon exemple de ces activités et de la façon dont Brady les envisage. Brady crée la "Brighton Beach Development Company" en 1905 pour présenter un spectacle relatant la guerre des Boers, en association avec le Capitaine Lewis, un vétéran britannique, qui avait déjà présenté ce spectacle à l'Exposition Universelle de Saint Louis.
Brady et Harriman, un homme d'affaires de New York, utilisent un terrain à Coney Island, suffisamment grand pour y présenter le spectacle de Lewis et pour y créer un parc d'attractions, ils font un contrat avec le "Brooklyn Rapid Transit Railroad" pour y amener les voyageurs, ils placent le long de la promenade en front de mer des boutiques et des jeux.
Durant cette période 1889-1909, la carrière purement théâtrale de Brady inclut la production de 34 pièces, des mélodrames (3 reprises et 24 créations), quatre comédies, et trois comédies musicales.
 Cela commence avec la production de la pièce de Dion Boucicault "After Dark". Ce qu'il ne savait pas, c'est que Boucicault avait été condamné en 1868 pour avoir plagié la pièce d'Augustin Daly "Under the Gaslight". La pièce est un succès, mais Daly l'attaque pour violation de copyright, une bataille juridique de 13 ans commence, qui les mènera deux fois jusqu'à la Cour Suprême. Heureusement pour Brady, il put continuer à faire jouer la pièce durant cette période.

Cette production d'After Dark marque aussi le début du partenariat entre Brady et le boxeur James J. Corbett. La pièce contenait une scène d'entraînement de boxe pour laquelle Brady engage Corbett. Impressionné par ses capacités, il le présente au championnat du monde des poids lourds, où Corbett bat John L. Sullivan, le tenant du titre. Juste après le championnat, Brady commence à exploiter le potentiel financier du nouveau titre de  Corbett, il vend des franchises pour des presse-papiers représentant le poing de Corbett, il produit des pièces écrites à l'occasion où le boxeur apparaît comme une vedette, comme "Gentleman Jack" de Charles T. Vincent. Ce partenariat avec Corbett durera jusqu'en 1897.
À partir de 1906, sous l'influence de sa seconde femme, Brady concentre son énergie dans la production de pièces de théâtre, avec notamment deux grands succès "The Man of the Hour et "The Redskin".
 "The Man of the Hour", une pièce de George Broadhurst (en), évoque les questions de corruption et les conflits qui arrivent lorsque de jeunes politiciens veulent corriger cela. Elle fut jouée d'une part à New York au Savoy Theatre mais aussi en tournée par d'autres compagnies gérées elles aussi par Brady.
"The Redskin", de Donald MacLaren, est créée au Liberty Theatre. Sa production montre la capacité de Brady à juger du goût du public, en effet cette pièce, présentée comme un Western mélodramatique, capitalise sur l'intérêt que le public porte à l'image d'aventurier du Président Theodore Roosevelt. 
Pendant ces premières années de sa carrière, Brady s'occupe aussi de la carrière théâtrale de sa seconde femme, en la produisant dans une vingtaine de pièces à Broadway. Il voulait en faire une vedette de Broadway à l'instar d'Annie Russell ou Henrietta Crosman. 

### 1910-1929
Durant cette période, William A. Brady devient un des producteurs de théâtre les plus importants des États-Unis, et ses activités annexes, si importantes pendant la première partie de sa carrière, sont quasi inexistantes, à part la direction d'un important studio de cinéma.
L'événement le plus important, à la fois pour la carrière de Brady et pour l'impact qu'il a eu sur le monde du théâtre en Amérique, est l’alliance que nouent en avril 1910 William A. Brady et la "Shubert Theatrical Company". Cette fusion a pour but premier de lutter contre le monopole qu'exerce alors le Syndicat du Théâtre. En effet ce dernier contrôle alors la majorité des théâtres sur le territoire des États-Unis et n'est combattu que par quelques producteurs indépendants, dont les frères Shubert. Brady et les Shubert lui reprochaient notamment de négliger les pièces des jeunes auteurs américains.
Cette alliance a pour conséquence directe la création d'une compagnie théâtrale appelée "William A. Brady, Incorporated", dont Brady est le président, Lee Shubert, le vice-président, et J.J. Shubert, le trésorier, avec en particulier pour but la construction de deux théâtres à New York et une politique de portes-ouvertes dans leurs différents théâtres (le Syndicat refusait à l'époque d'ouvrir ses théâtres à des producteurs indépendants). En réaction, le Syndicat répondit que les spectacles de Brady ne seraient pas acceptées dans ses salles. Malgré cela, en mai 1910 il y a déjà plus de 1 400 salles qui appliquent la politique de Brady et Shubert.
Un des résultats les plus marquants de cet accord entre les Shubert et Brady est la construction du Playhouse Theatre. Jusqu'à ce que Brady se retire, le Playhouse accueillera une soixantaine des productions de Brady à New-York.
Au plus fort de cette activité au Playhouse, Brady développe un intérêt pour l'industrie du cinéma, intérêt qui peut paraître surprenant à l'époque car il reprochait au cinéma de plagier le théâtre et décourageait les acteurs de Broadway de participer à des films. Ce n'est qu'en 1915, toutefois, qu'il devient un acteur de cette industrie, ayant attendu que cette nouvelle industrie ait montré d'importantes possibilités de profit.
Brady est nommé Président de la "National Association of the Motion Picture Industry", titre qu'il gardera jusqu'en 1922, et est embauché en 1916 par la World Film Corporation comme directeur général, à la condition de limiter ses activités théâtrales à la production de trois pièces en 1916 et une seule en 1917. Il applique le sens du spectacle qu'il a pour le théâtre à la production et à la distribution de films. Il dispose d'une autorité totale sur tous les films réalisés par World, y compris sur la date de sortie.
Le succès de Brady dans l'industrie cinématographique est immédiat : au cours de sa première année à World Films, il a produit 37 films majeurs. Cette même année 1917, il est aussi nommé par le Président Woodrow Wilson pour organiser les rapports entre l'industrie du cinéma et le "Committee on Public Information".
L'alcoolisme de Brady va être un des facteurs de son déclin, mais pas le seul. Plusieurs controverses entre 1919 et 1929 ont pour effet de drainer une part de l'énergie qu'il aurait normalement appliquée à de nouvelles productions. Il y a par exemple la grève menée par l'Actors' Equity Association, ou les attaques du Révérend J. A. Straton, qui ont amené à une vague de censure au théâtre en 1925.
Toutefois, il lui reste assez de talent et d'expérience pour produire "Street Scene", qui sera son plus grand succès à la fois financier et critique. Le krach de 1929 causera à Brady une perte très importante mais le succès continu de cette pièce lui permettra d'avoir un revenu suffisant pour continuer ses activités de producteur.

### 1930-1950
Cette période marque le déclin de l'activité de producteur de Brady, il ne produisit en moyenne qu'une pièce par an (six par an en moyenne auparavant) et, sur ces vingt pièces, quinze furent jouées moins de 50 fois. 
La production qui eut le plus de succès fut la pièce de Sutton Vane "Outward Bound", en 1938, mise en scène par Otto Preminger, avec Laurette Taylor, qui fut jouée 215 fois . Sa dernière production fut la reprise de "Kind Lady" en 1940, avec Grace George. 
Durant les dix dernières années de sa vie, Brady continua à s'intéresser de loin au théâtre, et notamment à la carrière de sa femme. William A. Brady meurt le 6 janvier 1950, alors que sa femme joue au "Velvet Glove" dans une pièce pour laquelle elle eut la seule récompense de sa carrière.

## Récompenses et distinctions
- William A. Brady est membre de l'International Boxing Hall of Fame depuis 1998[1].